# Linopneustes
Linopneustes is een geslacht van zee-egels uit de familie Eurypatagidae.

## Soorten
- Linopneustes brachypetalus Mortensen, 1950
- Linopneustes excentricus de Meijere, 1903
- Linopneustes fragilis (De Meijere, 1903)
- Linopneustes longispinus (A. Agassiz, 1878)
- Linopneustes murrayi (A. Agassiz, 1879)
- Linopneustes spectabilis (De Meijere, 1902)